# Tag der Jugend
Der Tag der Jugend ist ein Gedenktag, der an die Bedeutung der Jugend als Lebensphase erinnert. Er wird in verschiedenen Ländern zu unterschiedlichen Terminen begangen.

## International
1999 hat die Generalversammlung der Vereinten Nationen in der Resolution 54/120 den 12. August als Internationalen Tag der Jugend (International Youth Day) festgelegt.

## Jugoslawien

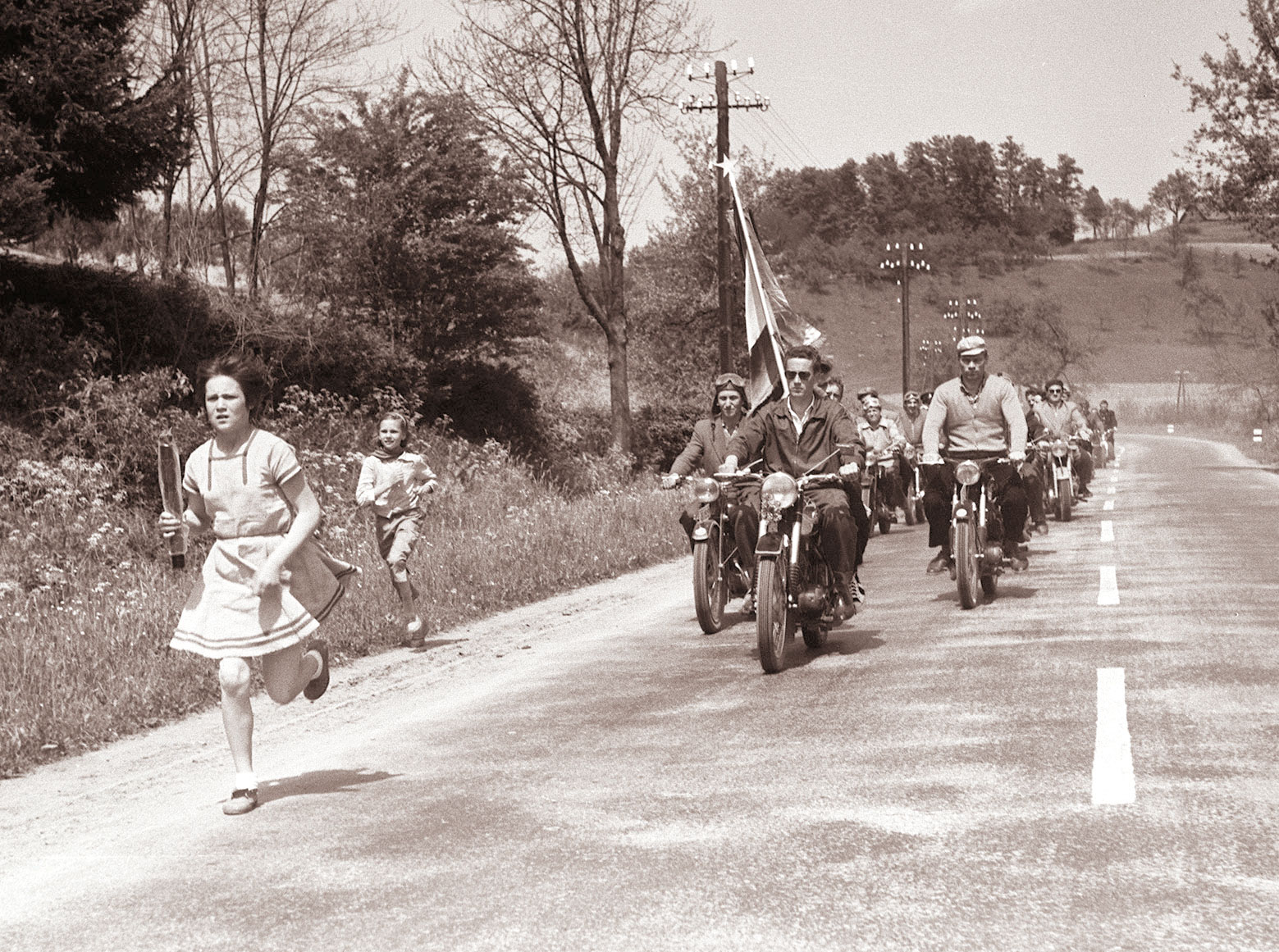
Staffellauf durch Slowenien (1960)

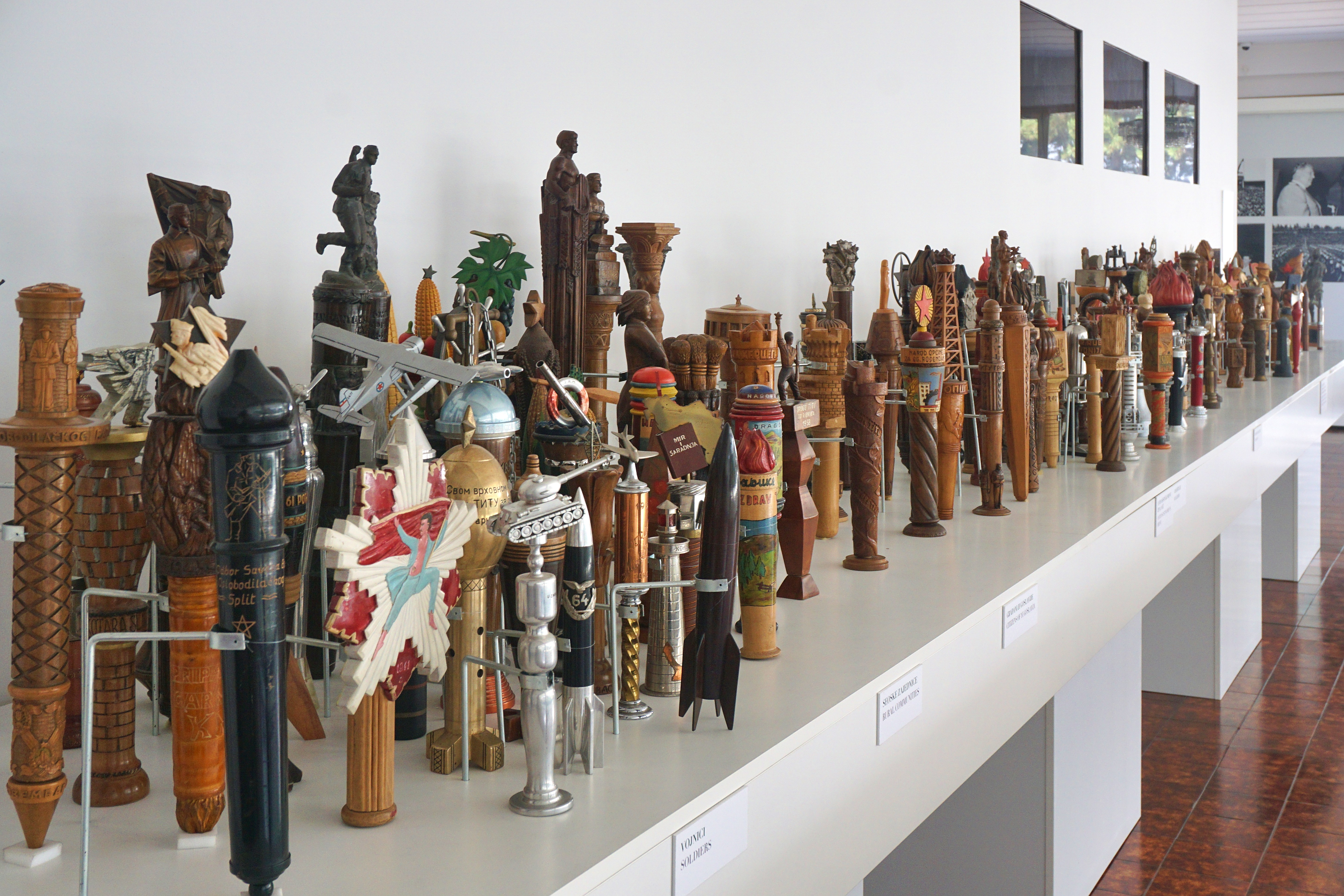
Stafetten im Haus der Blumen, Belgrad

Der Tag der Jugend (serbokroatisch Dan Mladosti) war von 1957 bis 1987 ein jugoslawischer Festtag.
Der 25. Mai wurde ab 1945 als Geburtstag des jugoslawischen Staats- und Parteichefs Josip Broz Tito mit Staffelläufen durch das ganze Land gefeiert, an denen Hunderttausende jugendliche Jugoslawen beteiligt waren. Die Läufe endeten mit der Übergabe der Stafetten an Tito in Belgrad (Diese Stafetten befinden sich heute im Museum der Geschichte Jugoslawiens als Teil einer Dauerausstellung). Ab 1957 erhielt der 25. Mai die Bezeichnung „Tag der Jugend“, wahrscheinlich in Reaktion auf die sowjetische Kritik am Personenkult nach dem XX. Parteitag der KPdSU. Von 1957 bis 1987 wurde nur noch ein überregionaler Staffellauf organisiert und dafür das Rahmenprogramm des 25. Mai in allen jugoslawischen Teilrepubliken mit verschiedensten kulturellen, sportlichen, musikalischen und auch politischen Programmen massiv ausgeweitet. Die Übergabe der Stafette erfolgte im Stadion der Jugoslawischen Volksarmee in Belgrad im Rahmen einer massenwirksam inszenierten Abschlussveranstaltung. Im Jahr 1987 fand die letzte gesamtjugoslawische Feier des Tages der Jugend und ebenfalls der letzte große Staffellauf statt. Bis zum Auseinanderbrechen Jugoslawiens 1991 und teilweise darüber hinaus wurde der Tag der Jugend noch in verschiedenen Teilrepubliken gefeiert.

## Nordkorea
In Nordkorea wird der Tag der Jugend jährlich am 28. August als Jahrestag der Gründung des Sozialistischen Jugendverbands „Kim Il-sung“ im Jahr 1927 zelebriert.

## Österreich

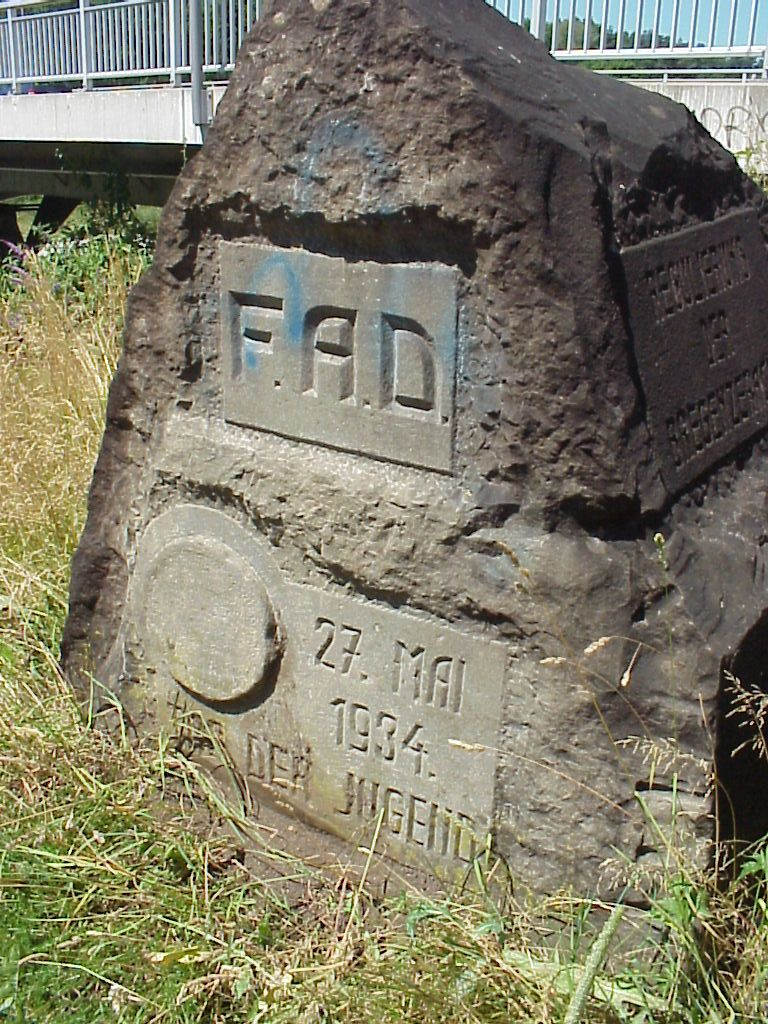
Gedenkstein des Freiwilligen Arbeitsdiensts in Bregenz, datiert auf den Tag der Jugend

Zur Zeit des Ständestaats wurde der 27. Mai 1934 zum Tag der Jugend in Österreich erklärt. In Wien und den Hauptstädten der Bundesländer wurden Großkundgebungen der (vor allem katholischen) Jugendverbände abgehalten, um nach den Februarkämpfen Rückhalt für die Regierung von Engelbert Dollfuß zu demonstrieren. Offiziell galt auch der Staatsfeiertag am 1. Mai als Tag der Jugend.
Zum Internationalen Tag der Jugend (12. August) 2023 hat die Bundesjugendvertretung (BJV) auf das sinkende Vertrauen junger Menschen in die österreichische Politik hingewiesen.

## Rumänien
Im Oktober 2004 wurde von der rumänischen Abgeordnetenkammer ein Gesetz verabschiedet, das den 2. Mai als Nationalen Tag der Jugend festlegte. Seit 2008 ist der 2. Mai ein nationaler Feiertag.